# Solar Fire
Solar Fire — четвёртый студийный альбом британской рок-группы Manfred Mann’s Earth Band, выпущенный 30 ноября 1973 года Bronze Records (первый альбом группы, выпущенный этим лейблом) в Великобритании и лейблом Polydor Records в США. Поднялся до #96 в Billboard 200. Переиздан в 1998 году с добавлением двух бонус-треков.

## Об альбоме
Solar Fire представляет собой концептуальный альбом, созданный под влиянием симфонической сюиты «Планеты» (Op. 32) английского композитора Густава Холста, написанной в 1914—1916 годах. Выходу этого альбома предшествовал сингл «Joybringer», вариация на тему четвёртой части сюиты — «Jupiter, The Bringer of Jollity» (рус. «Юпитер, приносящий радость»), ставший первым хитом группы (#9 UK Singles Chart) и включенный в альбом в качестве бонус-трека при переиздании 1998 года. Первая композиция альбома — обработка песни «Father of Night» Боба Дилана с альбома New Morning 1970 года, все остальные написаны участниками группы.
Альбом был положительно оценен музыкальными критиками. По словам Ричарда Фосса из AllMusic, он «открывается величественной композицией „Father of Night, Father of Day“, в которой есть драйв и сложность первоклассного трека King Crimson … затем переходит к слиянию прогрессивного рока и джаза в треке „In the Beginning, Darkness“ …  в котором используется душевный вокал Дорин Чантер и Ирен Чантер из Grove Singers … Альбом был новаторским, когда вышел, и до сих пор его приятно слушать. Если вам нравится бескомпромиссная сторона Манфреда Манна, возможно, этот альбом станет вашим любимым». 

## Список композиций
Сторона А
1. «Father of Day, Father of Night» (Боб Дилан) — 9:55
2. «In the Beginning, Darkness» (Манн, Роджерс, Слэйд) — 5:22
3. «Pluto the Dog» (Манн, Роджерс, Слэйд, Паттенден) — 2:48

Сторона Б
1. «Solar Fire» (Манн, Роджерс, Слэйд, Паттенден) — 5:15
2. «Saturn, Lord of the Ring/Mercury The Winged Messenger» (Манн/Манн, Роджерс) — 6:31
3. «Earth, The Circle Part 2» (Манн) — 3:23
4. «Earth, The Circle Part 1» (Манн) — 3:56

Бонус-треки при переиздании (1998)
1. «Joybringer» (Густав Холст, Манн, Роджерс, Слейд) – 3:25
2. «Father of Day, Father of Night» (Edited version) (Боб Дилан) – 3:03

## Участники записи
- Манфред Манн — орган, меллотрон, синтезатор, вокал
- Мик Роджерс — гитара, вокал
- Крис Слэйд — ударные
- Колин Паттенден — бас-гитара

приглашённые музыканты:
- Irene Chanter — бэк-вокал
- Doreen Chanter — бэк-вокал
- Grove Singers — бэк-вокал
- Paul Rutherford — тромбон
- Peter Miles — дополнительные ударные в "In the Beginning, Darkness"